# لاو ساکس
لاو ساکس (انگلیسی: Love Sux) هفتمین آلبوم استودیویی از خواننده-ترانه‌سرای کانادایی آوریل لوین است که در ۲۵ فوریهٔ ۲۰۲۲ از طریق دی‌تی‌ای و الکترا رکوردز منتشر شد. این آلبوم سه سال بعد از ششمین آلبوم استودیویی او سر بر روی آب (۲۰۱۹) منتشر شده‌است. لوین در لاو ساکس با هنرمندان مختلفی از جمله مشین گان کلی، بلک‌بر و مارک هاپس از گروه بلینک-۱۸۲ کار کرده‌است. این آلبوم پیش‌تر با انتشار دو تک‌آهنگ «بزن به چاک» و «خوشم میاد وقتی از من متنفری» معرفی شد.
این آلبوم که شامل دوازده ترانه و یک قطعهٔ اضافی برای نسخهٔ ژاپنی است، به‌طور کلی نقدهای مثبتی را از طرف منتقدان موسیقی دریافت کرد، و از منتقدان بالاترین امتیاز در میان تمام آلبوم‌هایش را کسب کرد. لاو ساکس با ۳۰٬۰۰۰ نسخه فروش در جایگاه نهم جدول بیلبورد ۲۰۰ ایالات متحده آغاز به کار کرد. همچنین در ژاپن، بریتانیا، آلمان، استرالیا و کانادا در میان ۱۰تای برتر جدول قرار گرفت. لوین این آلبوم را از طریق حضور عمومی و اجراهای تلویزیونی تبلیغ کرد.